# سید علیرضا دانا
سید علیرضا دانا (زاده ۱۳۴۸، آباده) امام جمعه آباده است که با کسب ۳۰۹۴۲۹ رای بعنوان نماینده استان فارس در ششمین دوره مجلس خبرگان رهبری انتخاب شد.
او سال ۶۳ وارد حوزه علمیه شد و از محضر مراجعی چون حضرات آیات تبریزی، جوادی آملی، هاشمی شاهرودی، وحید خراسانی و سبحانی بهره برد و تا امروز مشغول تحصیل و تدریس بوده است. آیت‌الله علیرضا دانا مدرس سطوح عالیه حوزه علمیه قم و تدریس در دانشگاه بین‌الملل جامعه‌المصطفی است و بیش از یکسال از سوی معاونت ارتباطات بین‌الملل دفتر مقام معظم رهبری در میان دانشجویان ایرانی مقیم هندوستان برای فعالیت فرهنگی و تبلیغ مباحث دینی مشغول فعالیت بود. علاوه بر تحصیلات حوزوی، تحصیلات دانشگاهی خود را نیز در مقطع دکتری رشته فلسفه محض در یکی از دانشگاه‌های هند گذرانده و در دانشگاهی هندی در رشته مکالمه زبان انگلیسی تحصیل کرد و کارشناسی ارشد رشته مدرسی الهیات و دکتری تخصصی فلسفه و کلام نیز از دانشگاه دولتی قم اخذ کرد.